# Piráti z Karibiku: Salazarova pomsta
Piráti z Karibiku: Salazarova pomsta (v anglickém originále Pirates of the Caribbean: Dead Men Tell No Tales) je americký dobrodružný film, pátý díl filmové série Piráti z Karibiku. Jeho režie se ujala dvojice Joachim Rønning a Espen Sandberg, scénář napsal Jeff Nathanson. V hlavních rolích se opět objevili Johnny Depp, Geoffrey Rush a Kevin McNally, nově je doplnil Javier Bardem, Brenton Thwaites či Kaya Scodelario.
Premiéra ve Spojených státech amerických se konala 26. května 2017. V České republice byla premiéra o den dříve, 25. května 2017.

## Obsazení
| Johnny Depp         | kapitán Jack Sparrow    |
| Javier Bardem       | kapitán Armando Salazar |
| Brenton Thwaites    | Henry Turner            |
| Kaya Scodelario     | Carina Smyth            |
| Geoffrey Rush       | kapitán Hector Barbossa |
| Orlando Bloom       | William Turner          |
| Kevin McNally       | Joshamee Gibbs          |
| Stephen Graham      | Scrum                   |
| Golshifteh Farahani | Shansa                  |
| David Wenham        | John Scarfield          |
| Martin Klebba       | Marty                   |
| Angus Barnett       | Mullroy                 |
| Giles New           | Murtogg                 |
| Adam Brown          | Cremble                 |
| Danny Kirrane       | Bollard                 |
| Delroy Atkinson     | Pike                    |

## Děj
Jack Sparrow, pirát a bývalý kapitán Černé perly, jemuž se den ode dne lepí smůla na paty, je nucen čelit dosavadně nejhorší hrozbě, která jej v životě potkala. Onou hrozbou je nemrtvá posádka kapitána Salazara, bývalého lovce pirátů španělského původu, jenž byl zaklet v Ďáblově trojúhelníku. Jedinou možností, jak čelit Salazarovi, je za pomoci Henryho Turnera, mladého syna Willa Turnera, Hectora Barbossy a Cariny Smythové, nadané astronomky, najít bájný Poseidonův trojzubec, s jehož pomocí by se mohl Salazarovy hrozby zbavit. Ale to není zase tak jednoduché, když karibským mořím vládnou duchové... Salazar a jeho posádka se nemůže dotknout souše, protože když tak učiní, rozplynou se.
Jack Sparrow, Hector Barbossa, Henry Turner a Carina Smythová vyplouvají spolu s posádkou na Černé perle najít trojzubec. Kurz lodi stanovuje Carina na základě deníku svého otce a matematických výpočtů. Ve chvíli, kdy se přiblíží k cíli své cesty, je napadne Salazar a jeho posádka. Černá perla úspěšně zakotví na souši, ovšem Henry Turner je na poslední chvíli unesen Salazarem. Carina všechny zavede k jednomu z červených rubínů, který jako jediný nezáří. Když do něj vloží úlomek, který byl na otcově deníku, i tento kámen se rozzáří, moře se rozevře a oni se propadnou na mořské dno. Prochází úzkou cestou podél kolmých vodních mas (jako když Mojžíš vyváděl židovský lid z Egypta) až k trojzubci. Salazar se mezitím převtělil do Henryho, aby se mohl vydat na souš. Hrdinové svádí boj o trojzubec, mezitím Salazar vystoupí z Henryho a Henry spolu s Carinou přijdou na to, že kletby lze zrušit rozlomením trojzubce. Henry trojzubec přesekne a tím všechny kletby zruší. Salazar i jeho posádka jsou zase lidmi. Vodní masy se začínají řítit. Posádka Černé perly spouští kotvu s Hectorem, aby se po ní mohli Jack, Henry a Carina vyšplhat do bezpečí. Kotvy se ovšem zachytí i Salazar a šplhá nahoru dokonat svou pomstu na Jackovi. V jednu chvíli se kvůli nárazu Carina neudrží a pustí, naštěstí ji chytí Hector. Carina si všimne jeho tetování na ruce, které je stejné jako ústřední motiv deníku. Dochází jí, že Hector Barbossa je její otec. Hector se pak obětuje, pouští se, a jak padá, probodne Salazara. Oba pak padají do zavírající se hlubiny.
Později se Henry šťastně shledává se svým již vysvobozeným otcem Willem Turnerem, vzápětí přibíhá i Elizabeth a šťastně si s Willem padnou do náručí.
Po titulcích se objevuje závěrečná scéna, kdy Will leží s Elizabeth v posteli a do jejich ložnice vstoupí Davy Jones. Pak se Will s leknutím probudí a myslí si, že to byl jen sen. Přivine si Elizabeth k sobě a usíná. Kamera sjíždí dolů a odhaluje, že pod postelí něco je, že to nebyl sen…

## Produkce
Hlavní natáčení probíhalo od jara do července 2015 v Austrálii. Ještě od 24. března do 13. dubna 2016 pak následovaly dotáčky v kanadském Vancouveru.

### Ocenění a nominace
| Rok  | Ocenění                 | Kategorie                       | Nominovaní                      | Výsledek  |
| ---- | ----------------------- | ------------------------------- | ------------------------------- | --------- |
| 2017 | Hollywood Post Alliance | nejlepší vizuální efekty        |                                 | nominace  |
| 2017 | Teen Choice Awards      | nejlepší akční film             |                                 | nominace  |
| 2017 | Teen Choice Awards      | nejlepší herec v akčním filmu   | Johnny Depp                     | nominace  |
| 2017 | Teen Choice Awards      | nejlepší herec v akčním filmu   | Brenton Thwaites                | nominace  |
| 2017 | Teen Choice Awards      | nejlepší filmový polibek        | Orlando Bloom a Keira Knightley | nominace  |
| 2017 | Teen Choice Awards      | nejlepší herečka v akčním filmu | Kaya Scodelario                 | nominace  |
| 2017 | Teen Choice Awards      | nejlepší filmový zloduch        | Javier Bardem                   | nominace  |
| 2017 | Teen Choice Awards      | nejlepší letní film             |                                 | nominace  |
| 2017 | World Stunt Awards      | nejlepší kaskadéři              |                                 | vítězství |
| 2017 | Zlaté maliny            | nejhorší herec                  | Johnny Depp                     | nominace  |
| 2017 | Zlaté maliny            | nejhorší herec ve vedlejší roli | Javier Bardem                   | nominace  |
| 2017 | Zlaté maliny            | nejhorší dvojice na plátně      | Johnny Depp a jeho opilá rutina | nominace  |
| 2018 | MovieGuide Awards       | nejlepší film                   |                                 | nominace  |